# Groot Begijnhof Sint-Amandsberg
Het Groot Begijnhof van Sint-Amandsberg is een begijnhof in Sint-Amandsberg, bij de Belgische stad Gent. Het begijnhof werd net buiten het centrum opgetrokken in 1873-1876 toen het Oud Groot Begijnhof Sint-Elisabeth in het centrum van Gent werd verlaten. Het begijnhof beslaat een gebied van 6,11 hectare.
Naast dit begijnhof net buiten Gent-centrum, liggen in de stad zelf nog de sites van het Oud Groot Begijnhof en die van het Klein Begijnhof.

## Geschiedenis

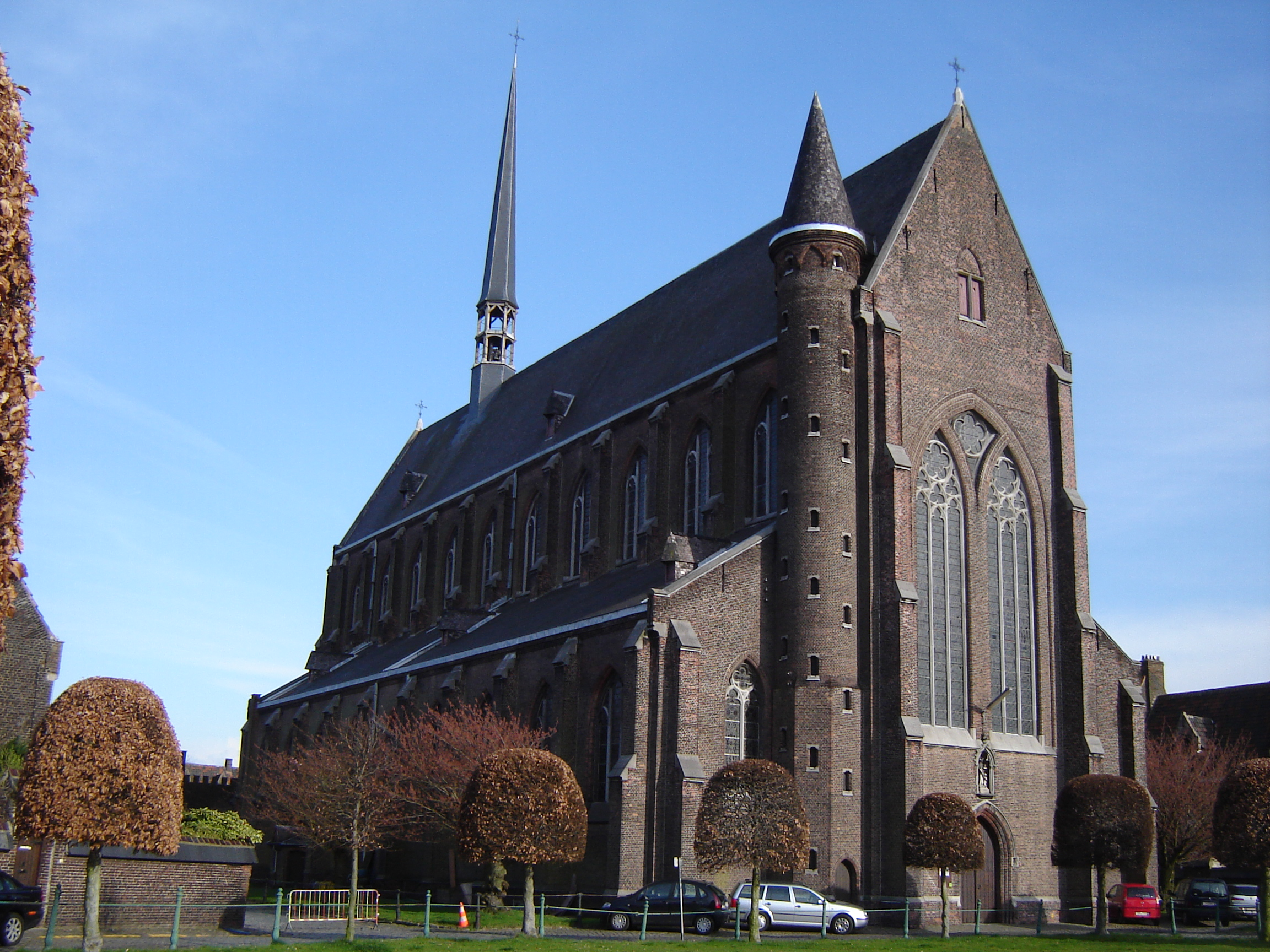
Begijnhofkerk

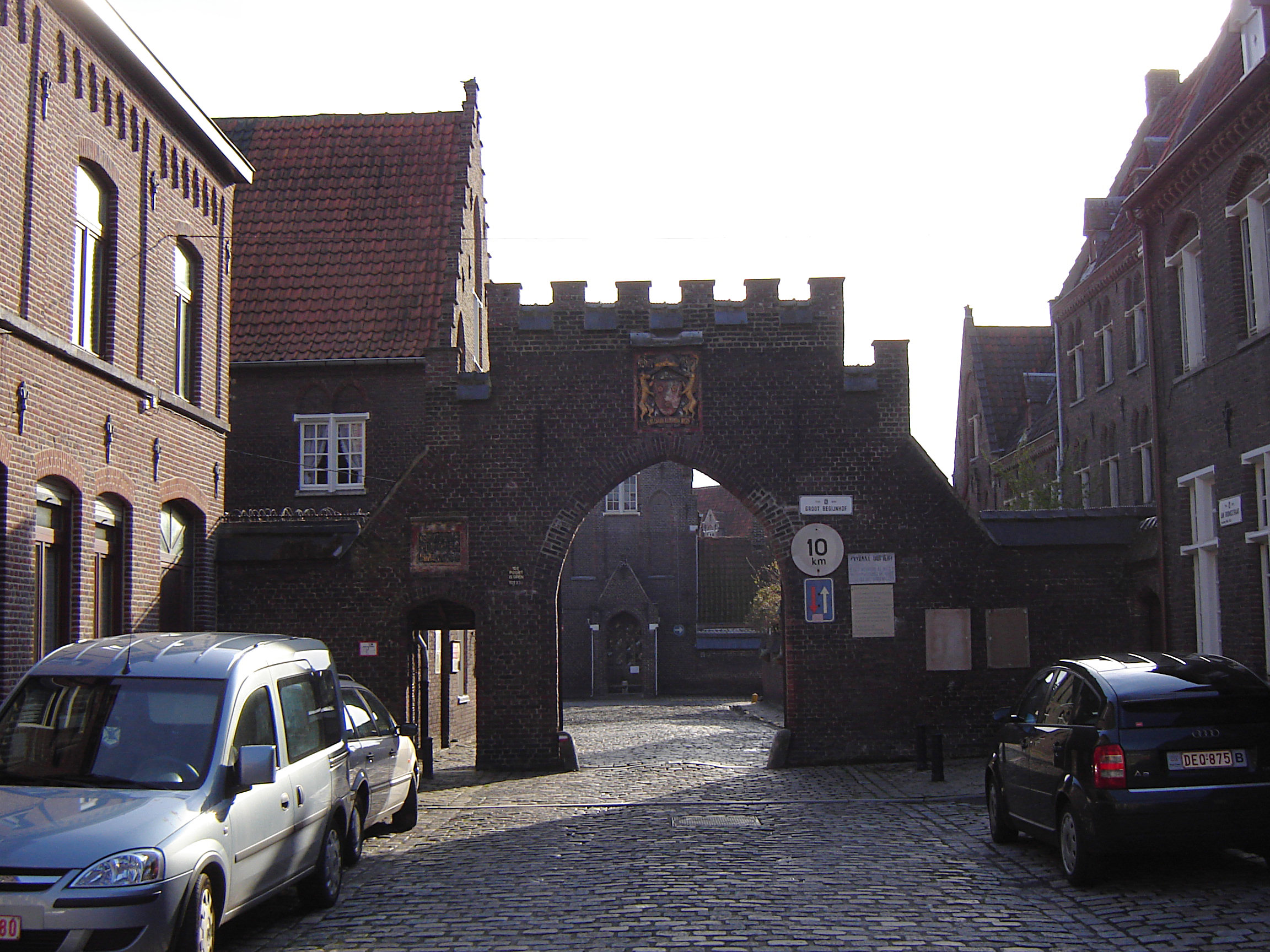
Toegangspoort

Rond 1234 had Johanna van Constantinopel zowel het Klein als het oud Groot Begijnhof Sint-Elisabeth gesticht in de stad. In de tweede helft van de 19de eeuw kreeg Sint-Elisabethbegijnhof echter moeilijkheden met de stedelijke, liberaalgezinde overheid van Gent. De stad breidde uit en het begijnhof lag op een plek die geschikt was voor stadsuitbreidingen. Zo werden er onder andere de grachten gedempt en werden er nieuwe straten aangelegd, waardoor het begijnhof zijn gesloten karakter verloor. Uiteindelijk zocht men een oplossing buiten het stadscentrum.
Hertog Engelbert August van Arenberg, die jaren eerder ook het Klein Begijnhof had gekocht en gered, trad op als redder. Hij kocht een terrein op de Sint-Baafskouter, waar men in 1873 begon met de bouw van een volledig nieuw begijnhof. Het is volledig planmatig aangelegd, ontworpen door architect Arthur Verhaegen. Baron Jean-Baptiste de Bethune ontwierp de begijnhofkerk. Het werd in twee jaar tijd in sneltempo opgetrokken. Het is het enige neogotische begijnhof in Vlaanderen. Achttien ondernemers werkten er gelijktijdig aan. Op 29 september 1874 werd het begijnhof in gebruik genomen; de kerk was klaar op 28 september 1875 en werd de volgende jaren verder ingericht. Ongeveer 600 begijnen namen er hun intrek.
In 1994 werd het begijnhof als monument en als stadsgezicht beschermd. In 1998 werd het een van de begijnhoven van Vlaanderen op de werelderfgoedlijst van UNESCO. De laatste begijnen stierven in januari en augustus 2003. De gebouwen kregen geleidelijk aan andere functies bij particulieren. Zo vinden ook diverse verenigingen en instellingen, vooral uit de maatschappelijke sector, er een onderkomen.

## Indeling
Opvallend aanwezig in het begijnhof zijn de:
- Begijnhofkerk Heilige Elisabeth van Hongarije, Heilige Michael en Heilige Engelen
- Kapel Sint-Antonius van Padua

Het begijnhof werd aangelegd op een terrein van 6,11 hectare. Het telt drie pleinen met er rond acht straten waarlangs tachtig huizen en veertien conventen werden gebouwd. Daarnaast heeft het begijnhof nog een groothuis voor de grootjuffrouw, een infirmerie, een kapel gewijd aan Sint-Antonius van Padua en centraal een grote neogotische driebeukige begijnhofkerk, gewijd aan de Heilige Elisabeth, Heilige Michael en de Heilige Engelen. Het begijnhof is ommuurd en heeft twee toegangspoorten. Alle huizen en conventen, met uitzondering van het groothuis, beschikken over een voortuin en zijn omsloten door een muur. In nissen boven of naast de poortjes in deze tuinmuren staan heiligenbeelden.

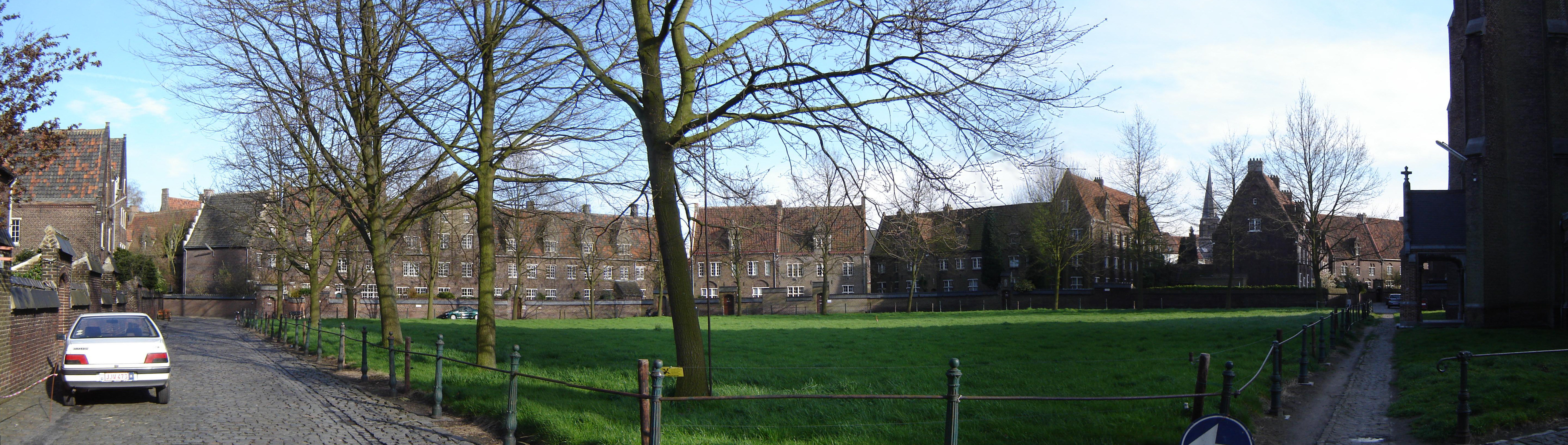
Sint-Beggaplein